# 田ノ上村
田ノ上村（たのかみむら）は、かつて岐阜県本巣郡に存在した村である。
現在の瑞穂市田ノ上に該当する。
発足時は大野郡の村であったが、大野郡の一部が本巣郡に編入されたさい、本巣郡の村となった。

## 歴史
- 1889年（明治22年）7月1日 - 町村制により田ノ上村が発足。
- 1897年（明治30年）4月1日[2] - 大野郡が分割されて、揖斐郡と本巣郡の一部となる。当村は本巣郡となる。
- 1897年（明治30年）4月1日 - 唐栗村、七崎村、森村、宮田村、大月村、居倉村と合併し、川崎村が発足。同日は田ノ上村は廃止。

## 教育
- 村内に学校は無く、居倉村の居倉学校（現・瑞穂市立西小学校）に通学していたが、田ノ上村の南西部の新月地区のみ美江寺村の美江寺尋常高等小学校（現・瑞穂市立中小学校）に通学していた。